# Сандетьє (плавучий маяк)
«Сандетьє» (фр. «Sandettié») — останній з плавучих маяків на мілинах Фландрії.
Був побудований в 1937 році на верфі Forges et Chantiers de la Méditerranée і названий на честь мілини, яку він позначав. У 1980-х роках судна такого типу були замінені на сигнальні буї. Поставлений на консервацію на початку 1990-х років. Наразі знаходиться в порту Дюнкерка.